# Ituporanga
Ituporanga är en kommun i Brasilien.   Den ligger i delstaten Santa Catarina, i den södra delen av landet, 1 300 km söder om huvudstaden Brasília. Antalet invånare är 22 255.
Omgivningarna runt Ituporanga är en mosaik av jordbruksmark och naturlig växtlighet. Runt Ituporanga är det glesbefolkat, med 19 invånare per kvadratkilometer.